# Коджа Кади джамия
Коджа Ахмед Ефенди джамия или Коджа Кадъ (Кади) джамия (на македонска литературна норма: Коџа Кади џамија; на турски: Koca Ahmed Efendi Cami, Koca Kadı Cami) е мюсюлмански храм от XVI век в град Битоля, Северна Македония.

## Местоположение
Джамията е изградена на десния бряг на Драгор, на Горен Дървен пазар (Одун пазар) в близост до Йени хамам.

## История
Джамията е издигната в 936 година от хиджра (1529 година от Рождество Христово). Отбелязана е в тапу дефтера от 1203 от хиджра (1799 от Рождество Христово). Построена е заедно с медресе от Ахмед Ефенди след назначаването му за кадия в Битоля. За издръжката им учредява вакъф, който обаче изчезва поради лошо управление. Медресето е реновирано четири пъти, но към началото на XX век не съществува. В гробището на северозапад от джамията са погребани няколко местни учени и дервиши – Ефгани Мехмед ефенди, Хаджи Ибрахим ефенди, Хафъз Али и други. С комплекса може би е била свързана и красивата османска сграда през улицата на юг, както и съседният Йени хамам.
От целия комплекс е оцеляла единствено джамията и тя е в доста променен в сравнение с оригинал вид, тъй като дълги години е използвана като жилищна сграда. Джамията има просто квадратно молитвено пространство с размери 8,80 m на 8,50 m. Зидарията е добра в стил клоазоне с две хоризонтално разположени тухли около дялан камък. Стените са дебели 90 cm. От страната на михраба има два прозореца с мраморни рамки и железни решетки, а в горната част на стената три по-малки аркирани прозорци. Многоъгълното каменно минаре е долепено за югозападния ъгъл на молитвеното пространство и входът му е от вътрешността на храма. Горната част на минарето и шерефето със сталактитна тухлена украса са частично повредени. Интериорът е унищожен от обитателите на джамията, като е запазен само дървеният шише таван и части от изрисуваната в стуко ниша на михраба.
Джамията прилича на Искендер паша джамия в Калинджа на Босфора, дело на Мимар Синан от 1559 – 1560 година.